# Katharina Raue

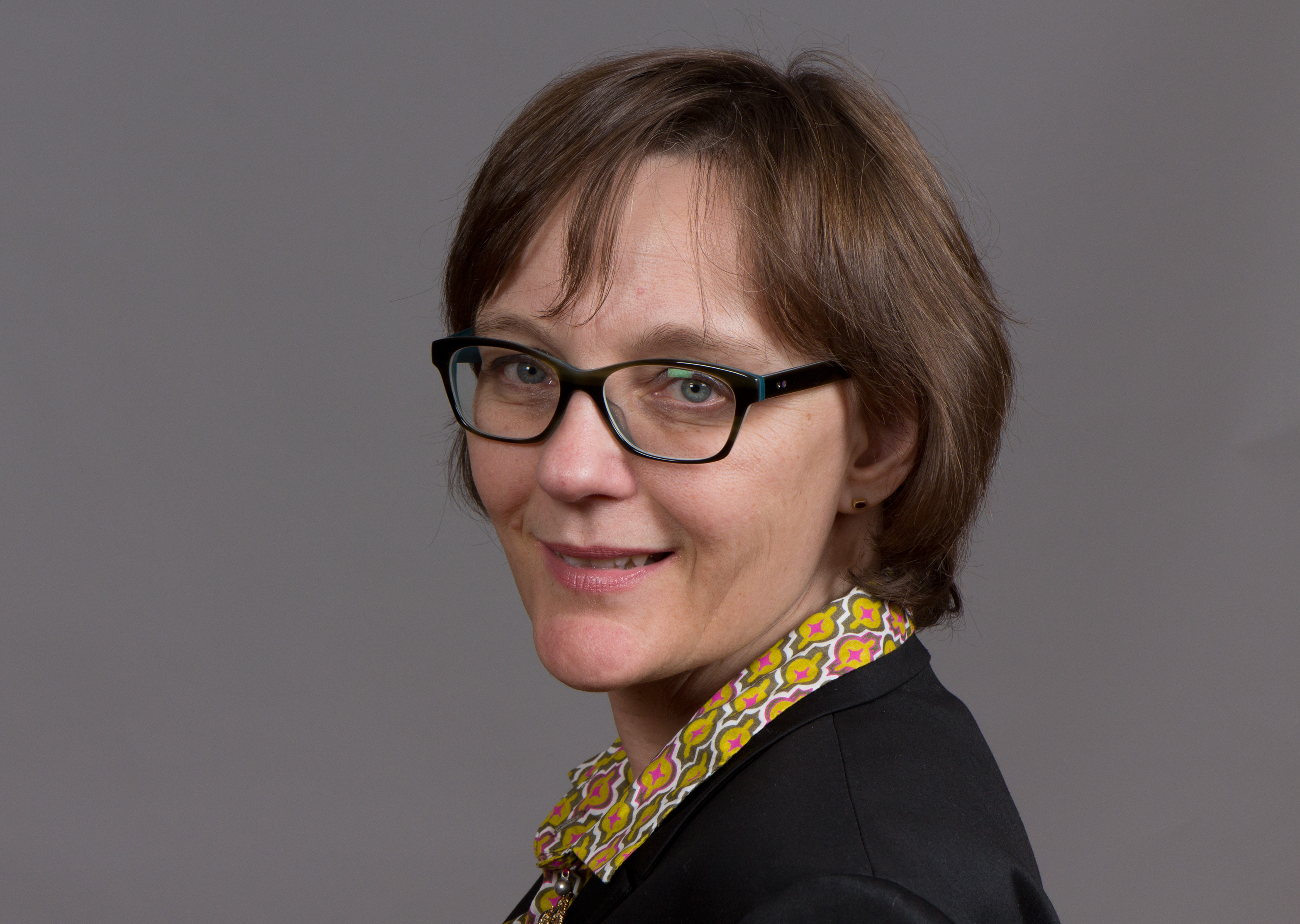
Katharina Raue (2014)

Katharina Raue (* 1963) ist eine deutsche Politikerin des Bündnis 90/Die Grünen. Sie war von 2011 bis 2016 Mitglied des 16. rheinland-pfälzischen Landtages.

## Leben
Raue wuchs in Hannover auf. Sie ist verheiratet und lebt seit 1994 mit ihrem Mann und drei Kindern in Rheinland-Pfalz.

## Ausbildung und Beruf
Nach einer Ausbildung zur Bankkauffrau studierte sie Rechtswissenschaft in Göttingen und Bonn. Sie arbeitet als selbständige Rechtsanwältin und ist auf Wirtschaftsrecht spezialisiert.
Sie initiierte eine Bürgergesellschaft zum Betrieb einer Solaranlage auf dem Dach der Grundschule Urbar (bei Koblenz) und war bis 2012 auch Geschäftsführerin der dafür gegründeten GbR.
Von 2017 bis 2019 war sie Vorsitzende der Landesgruppe Rheinland-Pfalz des Grünen-nahen Juristenverbands Recht Grün.

## Politik
Nach parteiloser politischer Betätigung auf kommunaler Ebene trat sie 2004 den Grünen bei. Von 2005 bis 2017 gehörte sie dem Rat der Verbandsgemeinde Vallendar an. Für die Fraktion der Grünen im Kreistag Mayen-Koblenz saß sie u. a. im Aufsichtsrat der Sparkasse Koblenz.
Bei der Landtagswahl 2011 trat sie als Direktkandidatin im Wahlkreis Bendorf/Weißenthurm an und erhielt mit 13,7 Prozent die drittmeisten Wahlkreisstimmen. Da sie auf der Landesliste der Grünen auf Platz 9 geführt wurde, zog sie über diese in den Landtag Rheinland-Pfalz ein. Dort war sie Fraktionssprecherin für Justiz, Polizei und Verfassungsschutz.
Für die Landtagswahl 2016 kandidierte sie zuerst für Listenplatz 4, wurde letztendlich aber nicht auf der Landesliste aufgestellt und verließ das Parlament nach der Wahl.